# Gavin Smellie
Gavin Ramon Smellie (Kingston, 26 giugno 1986) è un velocista canadese di origini giamaicane, medaglia di bronzo nella staffetta 4×100 metri ai Mondiali di Mosca 2013.

## Palmarès
| Anno | Manifestazione          | Sede       | Evento      | Risultato        | Prestazione | Note                                     |
| ---- | ----------------------- | ---------- | ----------- | ---------------- | ----------- | ---------------------------------------- |
| 2007 | Universiadi             | Bangkok    | 200 m piani | 5º               | 21"09       |                                          |
| 2009 | Universiadi             | Belgrado   | 200 m piani | 6º               | 20"84       |                                          |
| 2009 | Universiadi             | Belgrado   | 4×100 m     | Finale           | dns         |                                          |
| 2009 | Mondiali                | Berlino    | 200 m piani | Quarti di finale | 21"27       |                                          |
| 2011 | Mondiali                | Taegu      | 4x100 m     | Batteria         | 39"28       |                                          |
| 2012 | Giochi olimpici         | Londra     | 4×100 m     | Finale           | dq          |                                          |
| 2013 | Mondiali                | Mosca      | 100 m piani | Semifinale       | 10"30       |                                          |
| 2013 | Mondiali                | Mosca      | 4×100 m     | Bronzo           | 37"92       | Miglior prestazione personale stagionale |
| 2014 | Mondiali indoor         | Sopot      | 60 m piani  | Semifinale       | 6"74        |                                          |
| 2014 | World Relays            | Nassau     | 4×100 m     | 6º               | 38"55       |                                          |
| 2014 | Giochi del Commonwealth | Glasgow    | 200 m piani | 8º               | 20"55       |                                          |
| 2014 | Giochi del Commonwealth | Glasgow    | 4×100 m     | Finale           | dnf         |                                          |
| 2015 | World Relays            | Nassau     | 4×100 m     | Batteria         | dq          |                                          |
| 2015 | World Relays            | Nassau     | 4×200 m     | Batteria         | dq          |                                          |
| 2015 | Giochi panamericani     | Toronto    | 100 m piani | Batteria         | dq          |                                          |
| 2015 | Giochi panamericani     | Toronto    | 4×100 m     | Finale           | dq          |                                          |
| 2017 | World Relays            | Nassau     | 4×200 m     | Oro              | 1'19"42     |                                          |
| 2017 | Mondiali                | Londra     | 100 m piani | Batteria         | 10"29       |                                          |
| 2017 | Mondiali                | Londra     | 4×100 m     | 6º               | 38"59       |                                          |
| 2018 | Giochi del Commonwealth | Gold Coast | 100 m piani | Semifinale       | 10"32       |                                          |
| 2018 | Giochi del Commonwealth | Gold Coast | 4×100 m     | Batteria         | dq          |                                          |
| 2018 | Campionati NACAC        | Toronto    | 100 m piani | 5º               | 10"21       |                                          |
| 2019 | World Relays            | Yokohama   | 4×100 m     | Batteria         | 38"76       |                                          |
| 2019 | Giochi panamericani     | Lima       | 100 m piani | Batteria         | 10"43       |                                          |
| 2019 | Giochi panamericani     | Lima       | 4x100 m     | 4º               | 39"00       |                                          |
| 2019 | Mondiali                | Doha       | 4×100 m     | Batteria         | 37"91       | Miglior prestazione personale stagionale |
| 2021 | Giochi olimpici         | Tokyo      | 100 m piani | Batteria         | 10"44       |                                          |